# BAFTA de Melhor Novela ou Drama Contínuo
O BAFTA de melhor novela ou drama contínuo (em inglês: British Academy Television Award for Best Soap and Continuing Drama) é uma das principais categorias do British Academy Television Awards (BAFTAs), a principal cerimônia de premiação da indústria televisiva britânica, apresentada pela Academia Britânica de Artes Cinematográficas e Televisão. O prêmio foi concedido pela primeira vez em 1999.

## Vencedores e indicados

### Década de 1990
| Ano  | Título            | Destinatário(s)                | Produtora          | Emissora  |
| ---- | ----------------- | ------------------------------ | ------------------ | --------- |
| 1999 | EastEnders        | Matthew Robinson               | BBC                | BBC One   |
| 1999 | Brookside         | Phil Redmond                   | Mersey Television  | Channel 4 |
| 1999 | Hollyoaks         | Phil Redmond, Jo Hallows       | Mersey Television  | Channel 4 |
| 1999 | Coronation Street | Carolyn Reynolds, David Hanson | Granada Television | ITV1      |

### Década de 2000
| Ano   | Título            | Destinatário                                                         | Produtora            | Emissora  |
| ----- | ----------------- | -------------------------------------------------------------------- | -------------------- | --------- |
| 2000' | EastEnders        | Matthew Robinson                                                     | BBC                  | BBC One   |
| 2000' | Coronation Street | Jane Macnaught                                                       | Granada Television   | ITV1      |
| 2000' | Emmerdale         | Keith Richardson, Kieran Roberts, Chris Thompson                     | Yorkshire Television | ITV1      |
| 2000' | Brookside         | Phil Redmond, Paul Marquess                                          | Mersey Television    | Channel 4 |
| 2001  | Emmerdale         | Kieran Roberts, Oliver Horsbrugh, Karin Young                        | Yorkshire Television | ITV1      |
| 2001  | EastEnders        | EastEnders                                                           | BBC                  | BBC One   |
| 2001  | Coronation Street | Coronation Street                                                    | Granada Television   | ITV1      |
| 2001  | Hollyoaks         | Phil Redmond, Jo Hallows                                             | Mersey Television    | Channel 4 |
| 2002' | EastEnders        | EastEnders                                                           | BBC                  | BBC One   |
| 2002' | Coronation Street | Coronation Street                                                    | Granada Television   | ITV1      |
| 2002' | Doctors           | Doctors                                                              | BBC                  | BBC One   |
| 2002' | Hollyoaks         | Phil Redmond, Jo Hallows                                             | Mersey Television    | Channel 4 |
| 2003  | Coronation Street | Carolyn Reynolds, Kieran Roberts                                     | Granada Television   | ITV1      |
| 2003  | Doctors           | Doctors                                                              | BBC                  | BBC One   |
| 2003  | EastEnders        | EastEnders                                                           | BBC                  | BBC One   |
| 2003  | Hollyoaks         | Phil Redmond, Jo Hallows                                             | Mersey Television    | Channel 4 |
| 2004  | Coronation Street | Carolyn Reynolds, Kieran Roberts                                     | Granada Television   | ITV1      |
| 2004  | Casualty          | Mal Young, Mervyn Watson                                             | BBC                  | BBC One   |
| 2004  | Holby City        | Mal Young, Kathleen Hutchison                                        | BBC                  | BBC One   |
| 2004  | The Bill          | Paul Marquess, Donna Wiffen, Jake Riddell                            | Talkback Thames      | ITV1      |
| 2005  | Coronation Street | Tony Wood, Ian Bevitt, John Fay                                      | Granada Television   | ITV1      |
| 2005  | Doctors           | Doctors                                                              | BBC                  | BBC One   |
| 2005  | Holby City        | Holby City                                                           | BBC                  | BBC One   |
| 2005  | The Bill          | Paul Marquess, Claire Phillips, Donna Wiffen                         | Talkback Thames      | ITV1      |
| 2006  | EastEnders        | EastEnders                                                           | BBC                  | BBC One   |
| 2006  | Coronation Street | Tony Wood, Tracey Rooney, Daran Little                               | ITV Productions      | ITV1      |
| 2006  | Casualty          | Casualty                                                             | BBC                  | BBC One   |
| 2006  | Holby City        | Holby City                                                           | BBC                  | BBC One   |
| 2007  | Casualty          | Casualty                                                             | BBC                  | BBC One   |
| 2007  | Coronation Street | Stephen Russell, Tim O'Mara, Steve Frost, Kieran Roberts             | ITV Productions      | ITV1      |
| 2007  | EastEnders        | EastEnders                                                           | BBC                  | BBC One   |
| 2007  | Emmerdale         | Keith Richardson, Kathleen Beedles, Lindsay Williams, Piotr Szkopiak | ITV Productions      | ITV1      |
| 2008  | Holby City        | Holby City                                                           | BBC                  | BBC One   |
| 2008  | The Bill          | Johnathan Young, Tim Key, Maxwell Young, Robert Del Maestro          | Talkback Thames      | ITV1      |
| 2008  | Emmerdale         | Keith Richardson, Kathleen Beedles, John Anderson, Tim Dynevor       | ITV Productions      | ITV1      |
| 2008  | EastEnders        | EastEnders                                                           | BBC                  | BBC One   |
| 2009  | The Bill          | The Bill                                                             | Talkback Thames      | ITV1      |
| 2009  | Casualty          | Casualty                                                             | BBC                  | BBC One   |
| 2009  | EastEnders        | EastEnders                                                           | BBC                  | BBC One   |
| 2009  | Emmerdale         | Emmerdale                                                            | ITV Studios          | ITV1      |

### Década de 2010
| Ano  | Título            | Destinatário(s)                                              | Produtora        | Emissora  |
| ---- | ----------------- | ------------------------------------------------------------ | ---------------- | --------- |
| 2010 | EastEnders        | EastEnders                                                   | BBC              | BBC One   |
| 2010 | Casualty          | Casualty                                                     | BBC              | BBC One   |
| 2010 | Coronation Street | Coronation Street                                            | ITV Studios      | ITV1      |
| 2010 | The Bill          | The Bill                                                     | Talkback Thames  | ITV1      |
| 2011 | EastEnders        | EastEnders                                                   | BBC              | BBC One   |
| 2011 | Coronation Street | Coronation Street                                            | ITV Studios      | ITV1      |
| 2011 | Casualty          | Casualty                                                     | BBC              | BBC One   |
| 2011 | Waterloo Road     | Sharon Hughff, Sharon Channer, Fraser MacDonald, Lis Steele  | Shed Productions | BBC One   |
| 2012 | Coronation Street | Coronation Street                                            | ITV Studios      | ITV1      |
| 2012 | EastEnders        | EastEnders                                                   | BBC              | BBC One   |
| 2012 | Holby City        | Holby City                                                   | BBC              | BBC One   |
| 2012 | Shameless         | Paul Abbott, George Faber, David Threlfall, Lawrence Till    | Company Pictures | Channel 4 |
| 2013 | EastEnders        | EastEnders                                                   | BBC              | BBC One   |
| 2013 | Coronation Street | Coronation Street                                            | ITV Studios      | ITV       |
| 2013 | Emmerdale         | Emmerdale                                                    | ITV Studios      | ITV       |
| 2013 | Shameless         | Shameless                                                    | Company Pictures | Channel 4 |
| 2014 | Coronation Street | Coronation Street                                            | ITV Studios      | ITV       |
| 2014 | Casualty          | Casualty                                                     | BBC              | BBC One   |
| 2014 | EastEnders        | EastEnders                                                   | BBC              | BBC One   |
| 2014 | Holby City        | Holby City                                                   | BBC              | BBC One   |
| 2015 | Coronation Street | Coronation Street                                            | ITV Studios      | ITV       |
| 2015 | Casualty          | Casualty                                                     | BBC              | BBC One   |
| 2015 | EastEnders        | EastEnders                                                   | BBC              | BBC One   |
| 2015 | Hollyoaks         | Hollyoaks                                                    | Lime Pictures    | Channel 4 |
| 2016 | EastEnders        | EastEnders                                                   | BBC              | BBC One   |
| 2016 | Coronation Street | Coronation Street                                            | ITV Studios      | ITV       |
| 2016 | Emmerdale         | Emmerdale                                                    | ITV Studios      | ITV       |
| 2016 | Holby City        | Oliver Kent, Simon Harper, Kate Hall, Joe Ainsworth          | BBC              | BBC One   |
| 2017 | Emmerdale         | Emmerdale                                                    | ITV Studios      | ITV       |
| 2017 | Casualty          | Casualty                                                     | BBC              | BBC One   |
| 2017 | EastEnders        | EastEnders                                                   | BBC              | BBC One   |
| 2017 | Hollyoaks         | Bryan Kirkwood, Emily Gascoyne, Vikki Tennant, Colette Chard | Lime Pictures    | Channel 4 |
| 2018 | Casualty          | Casualty                                                     | BBC              | BBC One   |
| 2018 | Coronation Street | Coronation Street                                            | ITV Studios      | ITV       |
| 2018 | Emmerdale         | Emmerdale                                                    | ITV Studios      | ITV       |
| 2018 | Hollyoaks         | Bryan Kirkwood, Emily Gascoyne, Vikki Tennant, Colette Chard | Lime Pictures    | Channel 4 |
| 2019 | EastEnders        | EastEnders                                                   | BBC              | BBC One   |
| 2019 | Coronation Street | Coronation Street                                            | ITV Studios      | ITV       |
| 2019 | Casualty          | Casualty                                                     | BBC              | BBC One   |
| 2019 | Hollyoaks         | Bryan Kirkwood, Emily Gascoyne, Colette Chard, Kevin Rundle  | Lime Pictures    | Channel 4 |

### Década de 2020
| Ano  | Título            | Destinatário(s)                                                             | Produtora     | Emissora  |
| ---- | ----------------- | --------------------------------------------------------------------------- | ------------- | --------- |
| 2020 | Emmerdale         | Emmerdale                                                                   | ITV Studios   | ITV       |
| 2020 | Casualty          | Casualty                                                                    | BBC           | BBC One   |
| 2020 | Holby City        | Holby City                                                                  | BBC           | BBC One   |
| 2020 | Coronation Street | Coronation Street                                                           | ITV Studios   | ITV       |
| 2021 | Casualty          | Simon Harper, Loretta Preece, Sarah Beeson, Jenny Thompson                  | BBC Studios   | BBC One   |
| 2021 | Coronation Street | Coronation Street                                                           | ITV Studios   | ITV       |
| 2021 | EastEnders        | Jon Sen, Kate Oates, Sharon Batten, Liza Mellody                            | BBC Studios   | BBC One   |
| 2021 | Hollyoaks         | Bryan Kirkwood, Hannah Sowden, Josie Day, Gary Sewell, Colette Chard        | Lime Pictures | Channel 4 |
| 2022 | Coronation Street | Coronation Street                                                           | ITV Studios   | ITV       |
| 2022 | Casualty          | Deborah Sathe, Loretta Preece, Debbie Biggins, Jenny Thompson, Sarah Beeson | BBC Studios   | BBC One   |
| 2022 | Holby City        |                                                                             | BBC Studios   | BBC One   |
| 2022 | Emmerdale         | Emmerdale                                                                   | ITV Studios   | ITV       |
| 2023 | Casualty          | Casualty                                                                    | BBC Studios   | BBC One   |
| 2023 | Emmerdale         | Emmerdale                                                                   | ITV Studios   | ITV       |
| 2023 | EastEnders        | EastEnders                                                                  | BBC Studios   | BBC One   |